# Hiroshima, mon amour
Hiroshima, mon amour („Hirošimo, ljubavi moja“, jap. 二十四時間の情事 nijūyo jikan no jōji) je francuski film redatelja Alaina Resnaisa iz 1959. Film je imao veliki utjecaj na nastanak francuskog novog vala.

## Radnja
Udana, bezimena francuska glumica putuje četrnaest godina poslije završetka Drugog svjetskog rata na smimanje filma u Hirošimu. Tamo upoznaje japanskog arhitektu, koji je također oženjen. Postaju ljubavnici i par provodi zajedno noć u hotelu. Dok ona još leži u krevetu, njen glas priča naratorski o dokumentarnom filmu i muzejima o atomskom bombardiranje Hirošime, koje je vidjela, i njenu posjetu jednoj bolnici. Njen glas odgovara stalno: Nisi ništa vidjela u Hirošimi.
Sljedećeg dana, glumica govori svom ljubavniku da će se uskoro vratiti u Pariz. On to želi spriječiti i posjećuje ju na njenom radnom mjestu. Zajedno odlaze do njegovog stana i spavaju zajedno. Na kraju mu ona priča o svom djetinstvu u mjestu Nevers i svojoj prvoj velikoj ljubavi koju je doživjela s njemačkim okupatorskim vojnikom tijekom Drugog svjetskog rata, koji ju podsjeća na japanskog ljubavnika. Oboje zaljubljenih planiralo je tada, napustiti Francusku i preseliti u Njemačku da bi se tamo vjenčali. Prije neko što se to dogodilo član francuskog pokreta otpora ubija njemačkog vojnika. Ona je optužena kao kolaborator, ošišana i zatvorena u nekom podrumu. Na kraju je poslana na biciklu u Pariz. U Parizu saznaje iz novina da je Hirošima razorena bacanjem atomske bombe.
Do sada, glumica nije svoju priču, koja je još uvijek potresa, nikome irpričala. Japanac je nagovara da ostane s njim. Ona pak vidi da njihova ljubav nema budućnosti i poslije dužeg razmišljanja odlučuje se vratiti svojoj obitelji. On je ljut i kaže: Draže bi mi bilo, da si u Neversu umrla. Glumica na to odgovara: I meni također bi bilo draže. Ona se vraća u svoju hotelsku sobu; a nedugo zatim Japanac stoji pred njenim vratima. Glumica ga gleda u oči i kaže: Hirošima, to si ti. On odgovara: A ti si Nevers. Nevers u Francuskoj.

## Pozadina
Hiroshima, mon amour bio je prvi igrani film Alaina Resnaisa, koji je do tada snimao samo dokumentarne filmove. Resnais je želio prvo napraviti dokumentarni film o Hirošimi i Atomska bomba − ali se ipak odlučio napraviti cjelovečernji film. Spisateljica Marguerite Duras je napisala scenarij za film. Redatelj je rekao spisateljici: Piši književnost, piši, kao da pišeš roman... Zaboravi kameru.
Film je snimljen u francusko-japanskoj produkciji s glumačkom ekipom iz obe zemlje. Snimanje filma je obavljeno na originalnim lokacijama: Hirošimi i Neversu. Film je premijerno prikazan 10. lipnja 1959. u Francuskoj.
Hiroshima, mon amour se zbog tzv. jump cut efekta i retrospektivnih scena, računa jednim od prvih predstavnika francuskog novog vala. Američki filmski kritičar, Leonard Maltin, usporedio je film s obzirom na njegovu pionirsku ulogu u filmskoj industriji s filmom Rođenje jedne nacije, Davida Griffitha.

## Uloge
- Emmanuelle Riva kao Elle
- Eiji Okada kao Lui
- Bernard Fresson kao L'Allemand
- Stella Dassas kao La Mère
- Pierre Barbaud kao Le Père

## Vanjske poveznice
- Hiroshima, mon amour u internetskoj bazi filmova IMDb-a